# Atlanta Flames
Atlanta Flames byl profesionální americký klub ledního hokeje, který sídlil v Atlantě ve státě Georgie. V letech 1972–1980 působil v profesionální soutěži National Hockey League. Flames hrály ve své poslední sezóně v Patrickově divizi v rámci Campbellovy konference. Své domácí zápasy odehrával v hale Omni Coliseum s kapacitou 15 155 diváků. Klubové barvy byly červená, žlutá a bílá.
V NHL sehráli 636 zápasů a kvalifikovali se šestkrát do playoff. V roce 1980 byli Flames přestěhováni do kanadského Calgary.

## Statistiky

### Lídři individuálních statistik

#### Základní část
Zdroj: 
- Odehrané zápasy: Rey Comeau a Eric Vail, 469
- Góly: Eric Vail, 174
- Asistence: Tom Lysiak, 276
- Kanadské bodování: Tom Lysiak, 431
- Trestné minuty: Pat Quinn, 555

##### Brankáři
Zdroj: 
- Zápasy: Dan Bouchard, 384
- Vítězství: Dan Bouchard, 164
- Vychytané nuly: Dan Bouchard, 20

### Lídři kanadského bodování
Zdroj: 
Top 10 nejproduktivnějších hokejistů klubové historie.
Poznámka: Poz = Pozice; Z = Odehrané zápasy; G = Góly; A = Asistence; B = Kanadské body; TM = Trestné minuty
| Hráč          | Poz | GP  | G   | A   | Pts | TM  |
| ------------- | --- | --- | --- | --- | --- | --- |
| Tom Lysiak    | C   | 445 | 155 | 276 | 431 | 329 |
| Eric Vail     | LW  | 469 | 174 | 209 | 383 | 223 |
| Guy Chouinard | F   | 318 | 126 | 168 | 294 | 56  |
| Curt Bennett  | C   | 405 | 126 | 140 | 266 | 190 |
| Bob MacMillan | RW  | 208 | 90  | 131 | 221 | 50  |
| Rey Comeau    | F   | 468 | 88  | 126 | 214 | 153 |
| Ken Houston   | RW  | 350 | 91  | 108 | 199 | 332 |
| Bill Clement  | C   | 297 | 69  | 107 | 176 | 136 |
| Willi Plett   | RW  | 296 | 91  | 83  | 174 | 738 |
| Randy Manery  | D   | 377 | 30  | 142 | 172 | 242 |

## Individuální trofeje
Zdroj: 
Calder Memorial Trophy
- Eric Vail: 1974–75
- Willi Plett: 1975–76

Lady Byng Memorial Trophy
- Bob MacMillan: 1978–79

## Významní hráči

### Výběry v prvním kole draftu
Zdroj: 
Více obsahuje článek: Seznam hokejistů draftovaných týmem Atlanta Flames.
- 1972: Jacques Richard (2. celkově)
- 1973: Tom Lysiak (2. celkově)
- 1974: nebyl
- 1975: Richard Mulhern (8. celkově)
- 1976: David Shand (8. celkově) a Harold Phillipoff (10. celkově)
- 1977: nebyl
- 1978: Brad Marsh (11. celkově)
- 1979: Paul Reinhart (12. celkově)

## Umístění v jednotlivých sezonách
Stručný přehled
Zdroj: 
- 1972–1974: National Hockey League (Západní divize)
- 1974–1980: National Hockey League (Patrickova divize)

Jednotlivé ročníky
Zdroj: 
Legenda: Z - zápasy, V - výhry, VP - výhry v prodloužení, R - remízy, P - porážky, PP - porážky v prodloužení, VG - vstřelené góly, OG - obdržené góly, +/- - rozdíl skóre, B - body, KPW - Konference Prince z Walesu, CK - Campbellova konference, ZK - Západní konference, VK - Východní konference, fialové podbarvení - reorganizace, změna skupiny či soutěže
| USA / Kanada (1972 – 1980) |                         |        |    |    |    |    |    |    |     |     |     |    |        |             |
| Sezóny                     | Liga                    | Úroveň | Z  | V  | VP | R  | PP | P  | VG  | OG  | +/- | B  | Pozice | Play-off    |
| 1972/73                    | NHL (Západní divize)    | 1      | 78 | 25 | –  | 15 | –  | 38 | 191 | 239 | -48 | 65 | 7.     | Ne          |
| 1973/74                    | NHL (Západní divize)    | 1      | 78 | 30 | –  | 14 | –  | 34 | 214 | 238 | -21 | 74 | 4.     | Čtvrtfinále |
| 1974/75                    | NHL (Patrickova divize) | 1      | 80 | 34 | –  | 15 | –  | 31 | 243 | 233 | +10 | 83 | 4.     | Ne          |
| 1975/76                    | NHL (Patrickova divize) | 1      | 80 | 35 | –  | 12 | –  | 33 | 262 | 237 | +25 | 82 | 3.     | Předkolo    |
| 1976/77                    | NHL (Patrickova divize) | 1      | 80 | 34 | –  | 12 | –  | 34 | 264 | 265 | -1  | 80 | 3.     | Předkolo    |
| 1977/78                    | NHL (Patrickova divize) | 1      | 80 | 34 | –  | 19 | –  | 27 | 274 | 252 | +22 | 87 | 3.     | Předkolo    |
| 1978/79                    | NHL (Patrickova divize) | 1      | 80 | 41 | –  | 8  | –  | 31 | 327 | 280 | +47 | 90 | 4.     | Předkolo    |
| 1979/80                    | NHL (Patrickova divize) | 1      | 80 | 35 | –  | 13 | –  | 32 | 282 | 269 | +13 | 83 | 4.     | Osmifinále  |

### Přehled kapitánů a trenérů v jednotlivých sezónách
Zdroj: 
| Sezóna    | Kapitán        | Hlavní trenér     |
| --------- | -------------- | ----------------- |
| 1972/1973 | Keith McCreary | Bernard Geoffrion |
| 1973/1974 | Keith McCreary | Bernard Geoffrion |
| 1974/1975 | Keith McCreary | Bernard Geoffrion |
| 1975/1976 | Pat Quinn      | Fred Creighton    |
| 1976/1977 | Pat Quinn      | Fred Creighton    |
| 1977/1978 | Tom Lysiak     | Fred Creighton    |
| 1978/1979 | Tom Lysiak     | Fred Creighton    |
| 1979/1980 | Jean Pronovost | Al MacNeil        |